# Pietro II di Tarantasia
Pietro (Saint-Maurice-l'Exil, 1102 – Tarantasia, 14 settembre 1174) fu monaco cistercense, primo abate di Tamié e poi arcivescovo di Tarantasia. Fu proclamato santo da papa Celestino III nel 1191.

## Biografia
A 21 anni si fece monaco nell'abbazia cistercense di Bonnevaux, dove fu seguito dal padre e da due fratelli; la madre e la sorella entrarono nel monastero femminile d'Izeaux.
Nel 1132, su richiesta del vescovo Pietro I di Tarantasia, i cistercensi di Bonnevaux fondarono un monastero in quella diocesi, a Tamié, e Pietro ne fu il primo abate.
Morto il vescovo di Tarantasia, nel 1140 fu sostituito da un cappellano del conte di Savoia, Isdraël, che fu presto deposto per indegnità: Pietro fu quindi scelto come nuovo vescovo, ma accettò l'elezione solo su pressione degli abati di Cîteaux e Bonnevaux. Pochi anni dopo però fece pace con i Savoia che rinunciarono al diritto di spolio, e cioè di ottenere le sostanze del vescovo alla sua morte , diritto che accordarono qualche anno dopo anche al vescovo di Aosta Hugues d'Avise e al vescovo di Moriana.  
Da vescovo Pietro conservò l'abito monastico. Riformò il capitolo cattedrale ricorrendo ai canonici regolari di San Maurizio e visitò tutte le parrocchie della diocesi. Aprì la sua residenza ai bisognosi e introdusse la pratica di distribuire minestra ai poveri che si presentavano alle porte del vescovato. Sostenne anche l'opera di ospitalità dei canonici del San Bernardo.
I pontefici ricorsero spesso al suo aiuto e consiglio: nel 1153 papa Eugenio III lo incaricò di mediare tra il vescovo di Maurienne e i signori di La Chambre, mentre papa Adriano IV gli affidò l'incarico di risolvere una vertenza tra i premostratensi di Lac-de-Joux e i monaci di Lieu-Poncet.
Condusse missioni anche per conto delle autorità civili: Umberto III di Savoia lo inviò da Enrico II d'Inghilterra per negoziare un matrimonio tra sua figlia Alice e il principe Giovanni; curò anche il riavvicinamento tra il re di Francia e il re d'Inghilterra, che il mercoledì delle ceneri del 1174 si fece imporre le ceneri dal vescovo Pietro nell'abbazia di Mortemer.
Si oppose a Federico I Barbarossa e al suo antipapa, Vittore IV, e si recò anche in Borgogna, Alsazia e Lorena per invitare la popolazione a mantenersi fedele a papa Alessandro III.
Tornato in Tarantasia dopo una delle sue numerose missioni, si ammalò e morì.
Fu sepolto nell'abbazia di Bellevaux.

## Culto
Goffredo d'Auxerre, abate di Hautecombe, ne scrisse la Vita. Fu canonizzato da papa Celestino III con bolla del 10 maggio 1191.
Le reliquie della testa e della gamba sinistra di Pietro sono conservate nella chiesa abbaziale di Tamié, quelle della gamba destra a Vesoul.
La sua festa venne fissata inizialmente all'11 settembre, poi all'8 maggio, quindi al 10 maggio. Infine, i cistercensi hanno ricollocato la sua memoria al dies natalis, il 14 settembre.
Il suo elogio si legge nel Martirologio romano al 14 settembre.